# Unholy (Sam Smith e Kim Petras)
Unholy è un singolo del cantante britannico Sam Smith e della cantante tedesca Kim Petras, pubblicato il 22 settembre 2022 come secondo estratto dal quarto album in studio di Sam Smith Gloria.

## Descrizione
In un'intervista concessa al NME, Smith ha spiegato il processo creativo e il significato del brano:
(Sam Smith)

## Accoglienza
Il giornalista della sezione britannica di GQ Jeremy Atherton Lin ha definito Unholy «un duetto tra vocalisti non-binari e trans» che «capovolge il copione» e «infuso di potere femminile».

## Video musicale
Il video musicale, diretto da Floria Sigismondi, è stato reso disponibile sul canale YouTube di Sam Smith il 30 settembre 2022.

## Tracce
Testi e musiche di Sam Smith, Kim Petras, Blake Slatkin, Henry Russell Walter, Ilya Salmanzadeh, Omer Fedi, James Napier e Jimmy Napes.
1. Unholy – 2:36

## Successo commerciale
Nel Regno Unito il singolo ha esordito al vertice della classifica dei singoli grazie a 55 928 unità di vendita, di cui 2 837 ricavate dai download digitali, divenendo la settima numero uno di Smith e la prima di Petras.
Negli Stati Uniti Unholy ha debuttato al 3º posto della Billboard Hot 100 con 23,2 milioni di stream, 2,8 milioni di ascolti radiofonici e 12 000 copie digitali, segnando il settimo ingresso in top ten per Smith e il primo per Petras; quest'ultima è divenuta la prima artista ad ottenere il più alto debutto con il primo ingresso in classifica da Zayn che esordì al primo posto con Pillowtalk nel 2016. Nella sua quarta settimana ha raggiunto il vertice della classifica grazie ad aumenti del 9% negli ascolti in streaming (25,3 milioni), del 40% in quelli radiofonici (21,5 milioni) e del 60% nei download digitali (19 000), divenendo il primo singolo numero uno per entrambi gli artisti che si sono così distinti rispettivamente come il primo artista non binario e la prima artista transgender a guadagnare la prima posizione nella hit parade.

## Classifiche

### Classifiche settimanali
| Classifica (2022-23) | Posizione massima |
| -------------------- | ----------------- |
| Argentina            | 69                |
| Australia            | 1                 |
| Austria              | 1                 |
| Belgio (Fiandre)     | 6                 |
| Belgio (Vallonia)    | 1                 |
| Brasile              | 7                 |
| Bulgaria             | 1                 |
| Canada               | 1                 |
| Corea del Sud        | 20                |
| Croazia              | 4                 |
| Danimarca            | 3                 |
| Filippine            | 5                 |
| Finlandia            | 3                 |
| Francia              | 5                 |
| Germania             | 2                 |
| Grecia               | 1                 |
| India                | 1                 |
| Indonesia            | 10                |
| Irlanda              | 1                 |
| Islanda              | 2                 |
| Israele              | 37                |
| Italia               | 14                |
| Lettonia             | 2                 |
| Libano               | 2                 |
| Lituania             | 1                 |
| Lussemburgo          | 1                 |
| Medio Oriente        | 6                 |
| Norvegia             | 2                 |
| Nuova Zelanda        | 1                 |
| Paesi Bassi          | 1                 |
| Paraguay             | 56                |
| Polonia              | 7                 |
| Portogallo           | 2                 |
| Regno Unito          | 1                 |
| Repubblica Ceca      | 2                 |
| Romania              | 1                 |
| Russia               | 84                |
| Singapore            | 1                 |
| Slovacchia           | 1                 |
| Spagna               | 35                |
| Stati Uniti          | 1                 |
| Sudafrica            | 4                 |
| Svezia               | 4                 |
| Svizzera             | 2                 |
| Vietnam              | 19                |
| Ucraina              | 109               |
| Ungheria             | 1                 |

### Classifiche di fine anno
| Classifica (2022) | Posizione |
| ----------------- | --------- |
| Australia         | 19        |
| Austria           | 48        |
| Belgio (Fiandre)  | 100       |
| Belgio (Vallonia) | 83        |
| Brasile           | 151       |
| Canada            | 59        |
| Danimarca         | 72        |
| Francia           | 128       |
| Germania          | 43        |
| Islanda           | 50        |
| Lituania          | 28        |
| Nuova Zelanda     | 34        |
| Paesi Bassi       | 37        |
| Regno Unito       | 31        |
| Stati Uniti       | 98        |
| Svezia            | 85        |
| Svizzera          | 38        |
| Ungheria          | 22        |
| Classifica (2023) | Posizione |
| Australia         | 20        |
| Austria           | 20        |
| Brasile           | 136       |
| Canada            | 7         |
| Corea del Sud     | 84        |
| Danimarca         | 94        |
| Francia           | 70        |
| Germania          | 27        |
| India             | 13        |
| Islanda           | 39        |
| Paesi Bassi       | 64        |
| Polonia           | 52        |
| Portogallo        | 54        |
| Regno Unito       | 34        |
| Stati Uniti       | 11        |
| Svizzera          | 29        |

## Riconoscimenti
- BRIT Award[83]
- 2023 – Candidatura alla canzone britannica dell'anno

- Grammy Award[84]
- 2023 – Miglior interpretazione vocale pop di un duo o un gruppo

- LOS40 Music Awards[85]
- 2023 – Candidatura alla canzone internazionale dell'anno

- MTV Europe Music Awards[86]
- 2022 – Video for Good